# ولی ریج، کلگری
ولی ریج، کلگری (به انگلیسی: Valley Ridge, Calgary) یک منطقهٔ مسکونی در کانادا است که در آلبرتا واقع شده‌است.

## خصوصیات
ولی ریج ۴٬۵۷۵ نفر جمعیت دارد و ۱٬۰۳۰ متر بالاتر از سطح دریا واقع شده‌است.